# 威斯康辛大学法学院
威斯康辛大學法學院（英語：University of Wisconsin Law School，簡稱）是一所位於美国威斯康辛州麦迪逊的法學院，成立於1868年，附屬於威斯康辛大學麥迪遜分校。現任院長為憲法學者Daniel Tokaji，於2020年就任，是該法學院第13位院長。
「Law in Action」係該法學院的教學理念，此傳統強調學生除了認識法律本身的條文與規則，更要學習法律的實務應用與社會實踐。
威斯康辛大學法學院在美國歷年來的法學院評比有不錯的成績，在美國新聞與世界報導2024–2025年的美国法学院排名第28名。
該校的法律博士畢業生可以不用參加威斯康辛州的律師資格考試而申請取得該州的律師資格（diploma privilege）。